# Les Petites-Loges
Les Petites-Loges är en kommun i departementet Marne i regionen Grand Est (tidigare regionen Champagne-Ardenne) i nordöstra Frankrike. Kommunen ligger i kantonen Verzy som tillhör arrondissementet Reims. År 2022 hade Les Petites-Loges 483 invånare.

## Befolkningsutveckling
Antalet invånare i kommunen Les Petites-Loges
| Referens: INSEE |